# Gante-Wevelgem de 1935
A Gante-Wevelgem de 1935 foi a 2.ª edição da corrida ciclista Gante-Wevelgem e disputou-se a 30 de junho de 1935 sobre uma distância de 120 km. Esta edição foi disputada integralmente por corredores amadores.
O belga Albert Depreitere ganhou na prova ao impor-se em solitário. O seus compatriotas Jérôme Dufromont e Karel Catrysse completaram o pódio.

## Classificação final
| Posição | Ciclista          | Equipa | Tempo     |
| ------- | ----------------- | ------ | --------- |
| 1       | Albert Depreitere | -      | 3h 28'00" |
| 2       | Jérôme Dufromont  | -      | a 45"     |
| 3       | Karel Catrysse    | -      | a 1'00"   |
| 4       | Urbain Desmet     | -      | a 1'25"   |
| 5       | Gérard Vlaemynck  | -      | a 2'05"   |
| 6       | Remi Verstichelen | -      | a 3'00"   |
| 7       | Lucien Storme     | -      | a 4'15"   |
| 8       | Albert Roose      | -      | m.t.      |
| 9       | Joseph Devos      | -      | a 6'15"   |
| 10      | Albert Rommelaere | -      | m.t.      |